# Conceitualismo
O conceitualismo (português brasileiro) ou conceptualismo (português europeu) conceptualismo (AO 1945: conceptualismo ou concetualismo) junto com o realismo e o nominalismo propõe uma solução alternativa ao problema da existência dos universais. Para o conceitualismo, os universais são apenas conteúdos de nossa mente, inteligíveis ou conceitos, representações do intelecto que as deriva das coisas (universalia post rem) e dessas guarda alguma semelhança.